# College Tennis

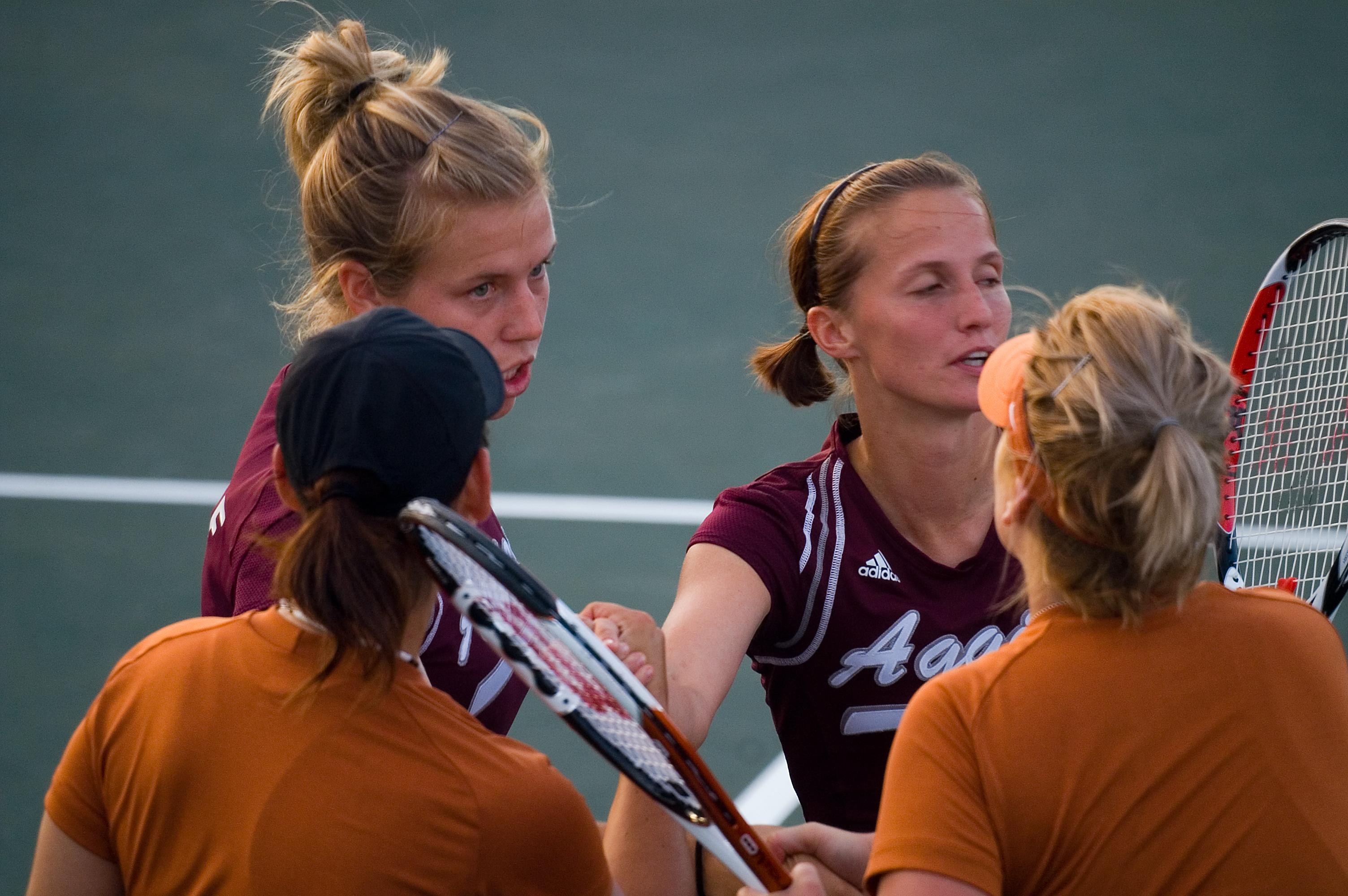
Damendoppel im College Tennis zwischen Spielerinnen von Texas A&M (hinten) und Texas (April 2008)

College Tennis bezeichnet als Teil des Hochschulsports Tennis, das an Hochschulen (Colleges und Universitäten) in den USA gespielt wird. College Tennis ist im Damen- und Herrenbereich populär.

## Organisation
Die Intercollegiate Tennis Association (ITA) organisiert die Mehrzahl der Turniere, teilweise in Zusammenarbeit mit der United States Tennis Association (USTA). Bei Regeländerungen ist zudem die National Collegiate Athletic Association (NCAA) von Bedeutung. Diese ist auch Veranstalterin der jährlichen Meisterschaften. Die ITA erstellt auch die Ranglisten des College Tennis.

## Spielbetrieb
Eine College-Tennis-Saison gliedert sich in die Herbstsaison und die Frühlingssaison. Die Herbstsaison beginnt im September. Höhepunkte sind die ITA Men’s All-American Championships und ITA Women’s All-American Championships im September oder Oktober, sowie die ITA National Fall Championships im November. In die Frühlingssaison fallen unter anderem die ITA Division I National Men’s Team Indoor Championship und ITA Division I National Women’s Team Indoor Championship, sowie die Regular Season und die Postseason. Die zuletzt genannten Formate sind in sogenannten Conferences organisiert. Den Abschluss einer Saison stellen die NCAA Division I Tennis Championships im Mai dar. Bei dem prestigeträchtigen Turnier werden jährlich die nationalen Meister des College Tennis ermittelt. Dazu gibt es über die ganze Saison verteilt sogenannte Sanctioned Tournaments (zu Deutsch: genehmigte Turniere). Die Ergebnisse aller dieser Wettbewerbe fließen in die Berechnung der ITA-Rangliste ein.

## Regeln
Eine Begegnung zweier Teams wird Dual Match genannt und besteht aus drei Doppeln und sechs Einzeln. Die Mannschaft, die zwei Doppel gewinnt, sichert sich den ersten Punkt. Die Einzel bringen dem Gewinner jeweils einen Punkt, sodass insgesamt sieben Punkte vergeben werden. Gespielt wird im Best-of-Seven-Modus, sodass der Sieger feststeht, wenn eine Mannschaft vier Punkte erreicht hat. Je nach Turnierformat, werden dann alle noch laufenden – für den Ausgang der Gesamtbegegnung unerheblichen – Matches abgebrochen oder zu Ende gespielt. Im ersteren Fall wird im Spielbericht DNF (Did not finish) vermerkt.
Während die Einzel nach den gebräuchlichen Tennisregeln auf zwei Gewinnsätze ausgetragen werden, kommt bei den Doppeln eine besondere Regel zum Tragen: Hier wird nur ein Satz gespielt, der sich entscheidet, wenn eines der beiden Doppel acht Spiele gewinnt. Zum Sieg wird ein Vorsprung von zwei Spielen benötigt. Um die Spieldauer zu reduzieren, wird beim Stand von 8:8 ein Tie-Break gespielt, der das Match entscheidet.
In den letzten Jahren gab es vermehrt Bestrebungen, die Dauer der Matches zu reduzieren, um College Tennis für die Zuschauer attraktiver zu machen. So wird im Doppel nur noch ein regulärer Satz bis sechs statt acht gespielt. Zudem wurde die No-Ad-Regel eingeführt, die besagt, dass bei Einstand ein Entscheidungsball gespielt wird. Das Aufwärmen mit dem Gegner wurde abgeschafft. Die Regeländerungen gelten bislang nur in der NCAA Division I.

## Karriere
Eine Karriere im College Tennis dauert in der Regel vier Jahre. In der NCAA Division I gibt es eine Altersgrenze von 24 Jahren, die nicht überschritten werden darf. Viele Spieler kommen von außerhalb der USA und studieren mithilfe eines Tennisstipendiums. Nach dem Ende der Collegekarriere versuchen sich die besonders ambitionierten Spieler, auf der Profitour durchzusetzen. Bekannte Profis, die in der Vergangenheit im College Tennis aktiv waren, sind Benjamin Becker, John Isner, Kevin Anderson und Steve Johnson.